# Condoleezza Rice
Condoleezza Rice (Birmingham, Alabama; 14 de noviembre de 1954) es una política, politóloga, escritora y diplomática estadounidense. Se desempeñó como la 66.ª secretaria de Estado de los Estados Unidos, la segunda persona en llevar el mando de esa oficina en la administración del presidente George W. Bush. Rice fue la primera mujer afroamericana en ejercer como secretaria de Estado, así como la segunda de origen afroamericano (tras Colin Powell) y la segunda mujer en este cargo (después de Madeleine Albright).
Fue asesora de Seguridad Nacional del presidente Bush durante su primer mandato, convirtiéndose en la primera mujer en ocupar ese cargo. Jugó un papel instrumental apoyando la invasión a Irak de 2003, apareciendo en varios medios tratando de convencer a la población estadounidense de que Irak poseía armas de destrucción masiva —las cuales nunca llegaron a encontrarse, ni su existencia quedó demostrada. Consecuentemente, Rice fue criticada por ayudar a montar una farsa y una violación al derecho internacional. Antes de unirse a la administración de Bush, fue profesora de ciencias políticas en la Universidad Stanford, donde fungió como directora académica de 1993 a 1999. También sirvió en el Consejo de Seguridad Nacional como asesora de Asuntos soviéticos y de Europa del Este para el presidente George H. W. Bush durante la disolución de la Unión Soviética y la reunificación alemana.

## Música
Rice toca el piano en público desde que era una niña. A la edad de 15 años, tocó Mozart con la Sinfónica de Denver, y mientras era Secretaria de Estado tocaba regularmente con un grupo de música de cámara en Washington. No toca profesionalmente, pero ha actuado en eventos diplomáticos en embajadas, incluida una actuación para la reina Isabel II, y ha actuado en público con el violonchelista Yo-Yo Ma y la cantante Aretha Franklin. En 2005, Rice acompañó a Charity Sunshine Tillemann-Dick, una soprano de 21 años, a un concierto benéfico para la Asociación de Hipertensión Pulmonar en el Kennedy Center en Washington. Actuó brevemente durante su cameo en el episodio "Everything Sunny All the Time Always" de 30 Rock. Ella ha declarado que su compositor favorito es Johannes Brahms, porque considera que la música de Brahms es "apasionada pero no sentimental".

## Discriminación racial
Rice experimentó de primera mano las injusticias de las leyes y actitudes discriminatorias de Birmingham. Se le indicó que caminara con orgullo en público y usara el servicio en casa en lugar de someterse a la indignidad de los baños "de color" de la ciudad. Como Rice recuerda de sus padres y sus compañeros, "se negaron a permitir que los límites y las injusticias de su tiempo limitaran nuestros horizontes".
Sin embargo, Rice recuerda varias ocasiones en las que sufrió discriminación a causa de su raza, que incluyó ser relegada a un depósito en una tienda departamental en lugar de un camerino habitual, que le prohibieran ir al circo o al parque de atracciones local, se le negaron habitaciones de hotel e incluso se le dio mala comida en restaurantes. Además, aunque sus padres mantuvieron a Rice en áreas donde podría enfrentar discriminación, ella era muy consciente de la lucha por los derechos civiles y los problemas de las leyes de Jim Crow en Birmingham. Una vecina, Juliemma Smith, describió cómo "[Condi] solía llamarme y decirme cosas como '¿Viste lo que hizo Bull Connor hoy?' Ella era solo una niña y lo hacía todo el tiempo. Tendría que leer el periódico detenidamente porque no sabría de qué iba a hablar ". La propia Rice dijo sobre la era de la segregación: "Esos eventos terribles ardieron en mi conciencia. Me perdí muchos días en mi escuela segregada debido a las frecuentes amenazas de bomba."
Durante los violentos días del Movimiento de Derechos Civiles, el Reverendo Rice se armó y vigiló la casa mientras Condoleezza practicaba el piano. Según JL Chestnut, el reverendo Rice llamó al líder local de derechos civiles Fred Shuttlesworth y a sus seguidores "negros sin educación y descarriados". Simplemente tendría que ser "el doble de bueno" para superar las injusticias incorporadas al sistema. Rice dijo: "Mis padres eran muy estratégicos, iba a estar tan bien preparada e iba a hacer todas estas cosas que eran veneradas en la sociedad blanca tan bien, que estaría protegida de alguna manera del racismo. Podría enfrentar a la sociedad blanca en sus propios términos ". Si bien los Rice apoyaban los objetivos del movimiento de derechos civiles, no estaban de acuerdo con la idea de poner a su hija en peligro.

Rice tenía ocho años cuando su compañera de escuela Denise McNair, de 11 años, fue asesinada en el bombardeo de la Iglesia Bautista de la Calle Dieciséis, una iglesia de miembros afroamericanos, por supremacistas blancos el 15 de septiembre de 1963. Rice ha comentado sobre ese momento de su vida:
Recuerdo el bombardeo de esa Escuela Dominical en la Iglesia Bautista de 16th Street en Birmingham en 1963. No vi lo que sucedió, pero escuché que sucedió, y sentí que sucedió, a solo unas cuadras de distancia en la iglesia de mi padre. Es un sonido que nunca olvidaré, que siempre reverberará en mis oídos. Esa bomba se cobró la vida de cuatro niñas, incluida mi amiga y compañera de juegos, Denise McNair. El crimen fue calculado para succionar la esperanza de vidas jóvenes, enterrar sus aspiraciones. Pero esos temores no fueron impulsados, esos terroristas fracasaron.
Rice afirma que crecer durante la segregación racial le enseñó su determinación contra la adversidad y la necesidad de ser "el doble de buena" que las personas que no pertenecen a minorías. La segregación también endureció su postura sobre el derecho a portar armas; Rice ha dicho en entrevistas que si el registro de armas hubiera sido obligatorio, las armas de su padre habrían sido confiscadas por el director segregacionista de seguridad pública de Birmingham, Bull Connor, dejándolos indefensos contra los nightriders (o jinetes de la noche) del Ku Klux Klan.